# مقاطعة لنجان
مقاطعة لنجان (بالفارسية: شهرستان لنجان) هي إحدى مقاطعات محافظة أصفهان في إيران. عاصمة المقاطعة هي زرين شهر. حسب تعداد 2006، بلغ عدد سكان المقاطعة 225,559 نسمة في 58,232 عائلة.